# Etienne Mermer
Etienne Mermer (ur. 26 stycznia 1977 roku) – vanuacki piłkarz i trener piłkarski, obecny selekcjoner reprezentacji Vanuatu. Najlepszy strzelec reprezentacji Vanuatu w historii, mający na koncie 15 trafień w 33 meczach.